# Agathispa
Agathispa là một chi bọ cánh cứng trong họ Chrysomelidae.
Chi này được Weise miêu tả khoa học năm 1905.

## Các loài
Chi này gồm các loài:
- Agathispa dimidiata (Olivier, 1808)